# Fausto Fawcett e os Robôs Efêmeros
Fausto Fawcett e os Robôs Efêmeros é o álbum de estreia do cantor brasileiro Fausto Fawcett, acompanhado por sua atualmente inativa banda de apoio Os Robôs Efêmeros, composta por seu amigo e colaborador de longa data Carlos Laufer (guitarra), Pedro Leão (guitarra), e pelos irmãos Marcelo (bateria) e Marcos Lobato (contrabaixo), futuros membros d'O Rappa. Também contando com uma participação especial de Fernanda Abreu, foi lançado em 1987 pela WEA (atual Warner Music Group) e produzido por Liminha em parceria com Vítor Farias and Adrian Hudson.
Descrito como uma "obra conceitual sobre uma Copacabana Blade Runner", suas oito faixas sutilmente interligadas narram sobre as vidas dos sórdidos personagens que habitam uma versão futurista e tecnologicamente avançada da cidade do Rio de Janeiro. Apesar de ter sido em grande parte ignorado à época de seu lançamento, Fausto Fawcett e os Robôs Efêmeros é agora considerado uma obra seminal da então nascente cena do rap rock/hip hop brasileiro, e amealhou um séquito cult com o passar dos anos; também lançou os singles "Juliette" e "Kátia Flávia, a Godiva do Irajá" – uma das primeiras canções brasileiras de rap e a composição mais famosa de Fawcett.
A Warner Music relançou o álbum em CD em 2001; porém, tanto a versão em vinil quanto a em CD estão atualmente fora de catálogo.
A faixa "Gueixa Vadia" contém citações das canções "Born to Be Alive" (de Patrick Hernandez) e "Don't Let Me Be Misunderstood" (de Nina Simone).

## Aparições em outras mídias
"Kátia Flávia, a Godiva do Irajá" foi incluída nas trilhas sonoras da telenovela O Outro e dos longas Lua de Fel e Tropa de Elite.
Fawcett e os Robôs Efêmeros apareceram como si mesmos, cantando "A Chinesa Videomaker", no filme de 1987 Um Trem para as Estrelas, dirigido pelo antigo colega de faculdade de Fawcett Cacá Diegues.
Em 1992, Katia Flávia, a Godiva do Irajá, juntamente com Facada Leite Moça do album Império dos Sentidos, foi transformada em conto publicado na antologia Básico Instinto

## Faixas
Todas as faixas escritas e compostas por Fausto Fawcett e Laufer, com exceção de "Estrelas Vigiadas" por Fawcett e Marcelo de Alexandre. 
| N.º | Título                            | Duração |  |
| 1.  | "Gueixa Vadia"                    | 6:16    |  |
| 2.  | "Tânia Míriam"                    | 3:54    |  |
| 3.  | "Drops de Istambul"               | 3:57    |  |
| 4.  | "O Rap d'Anne Stark"              | 6:35    |  |
| 5.  | "Kátia Flávia, a Godiva do Irajá" | 4:06    |  |
| 6.  | "A Chinesa Videomaker"            | 7:02    |  |
| 7.  | "Estrelas Vigiadas"               | 5:00    |  |
| 8.  | "Juliette" (part. Fernanda Abreu) | 4:12    |  |

## Ficha técnica
- Fausto Fawcett – vocais
- Laufer – guitarra, vocais adicionais
- Pedro Leão – guitarra, vocais adicionais
- Marcelo Lobato – bateria, vocais adicionais
- Marcos Lobato – contrabaixo, vocais adicionais
- Fernanda Abreu – vocais adicionais (faixa 8)
- Soraya Jarlicht, Marília Van Boekel, Nelson Meirelles, Sérgio Mekler – vocais adicionais
- Iuri de Alexandre, Marcelo de Alexandre – teclados
- Liminha – produção, vocais adicionais, bateria eletrônica, guitarra
- Adrian Hudson – coprodução
- Vítor Farias – coprodução, masterização
- Iraí Campos – produção (faixa 5), masterização
- Jorge Barrão, Luiz Serbine, Bárbara Szaniecki – arte de capa